# Nectar
|  | No s'ha de confondre amb nèctar. |

Nectar és una població dels Estats Units a l'estat d'Alabama. Segons el cens del 2000 tenia 372 habitants.

## Demografia
Segons el cens del 2000, Nectar tenia 372 habitants, 141 habitatges, i 110 famílies. La densitat de població era de 78,9 habitants/km².
Dels 141 habitatges en un 39,7% hi vivien nens de menys de 18 anys, en un 68,8% hi vivien parelles casades, en un 7,1% dones solteres, i en un 21,3% no eren unitats familiars. En el 19,1% dels habitatges hi vivien persones soles el 9,2% de les quals corresponia a persones de 65 anys o més que vivien soles. El nombre mitjà de persones vivint en cada habitatge era de 2,64 i el nombre mitjà de persones que vivien en cada família era de 3,02.
Per edats la població es repartia de la següent manera: un 25,3% tenia menys de 18 anys, un 10,2% entre 18 i 24, un 26,9% entre 25 i 44, un 26,9% de 45 a 60 i un 10,8% 65 anys o més.
L'edat mediana era de 37 anys. Per cada 100 dones hi havia 103,3 homes. Per cada 100 dones de 18 o més anys hi havia 112,2 homes.
La renda mediana per habitatge era de 44.167 $ i la renda mediana per família de 49.250 $. Els homes tenien una renda mediana de 31.563 $ mentre que les dones 24.583 $. La renda per capita de la població era de 16.408 $. Aproximadament el 14% de les famílies i l'11,5% de la població estaven per davall del llindar de pobresa.

## Poblacions properes
El següent diagrama mostra les poblacions més properes.